# Încălțăminte

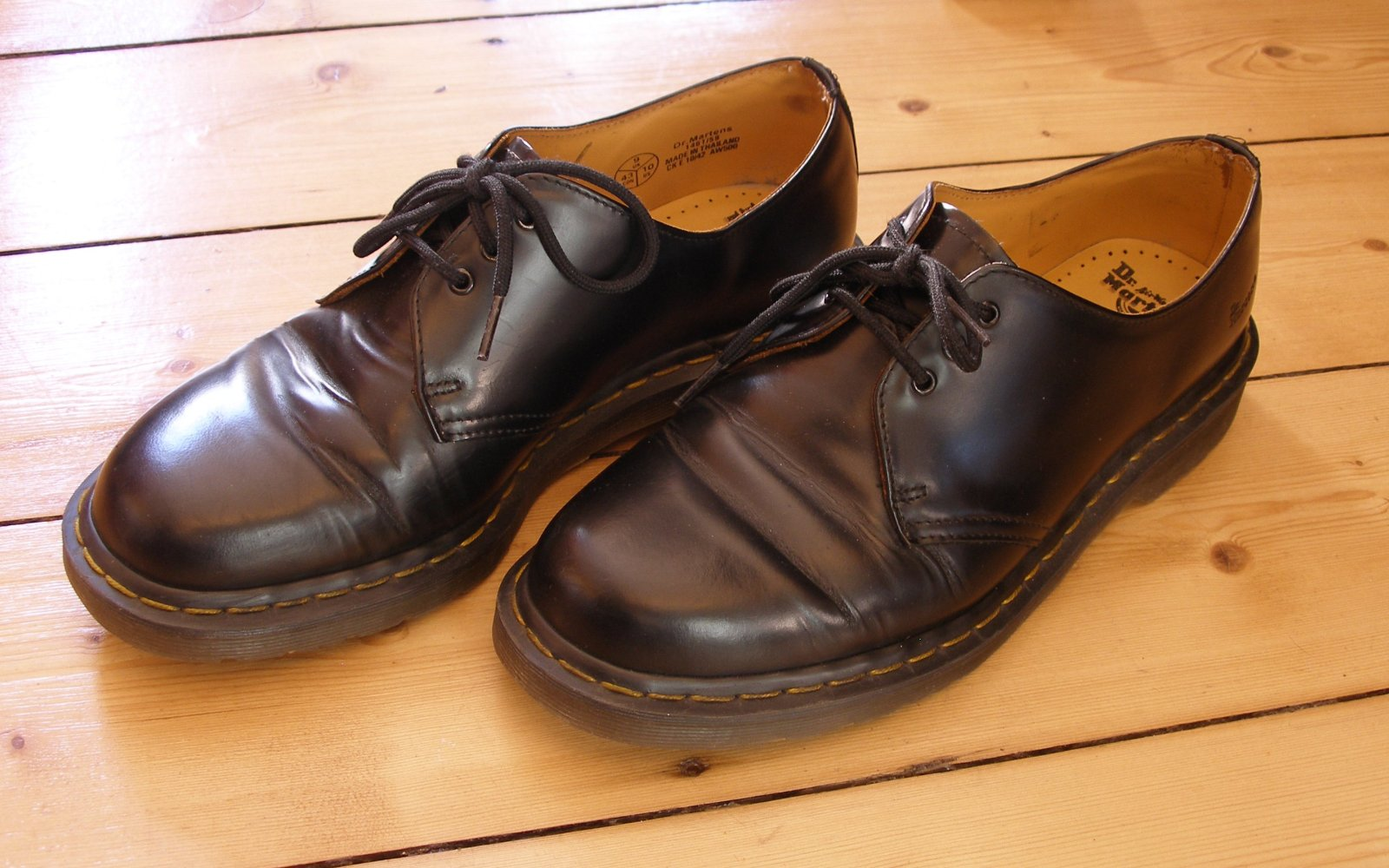
O pereche de pantofi

Încălțămintea este denumirea generică a tuturor produselor care sunt confecționate special pentru acoperirea și protecția labei piciorului. În această categorie intră: ghetele, pantofii, cizmele, bocancii, papucii, sandalele, saboții dar nu și ciorapii.

## Istorie

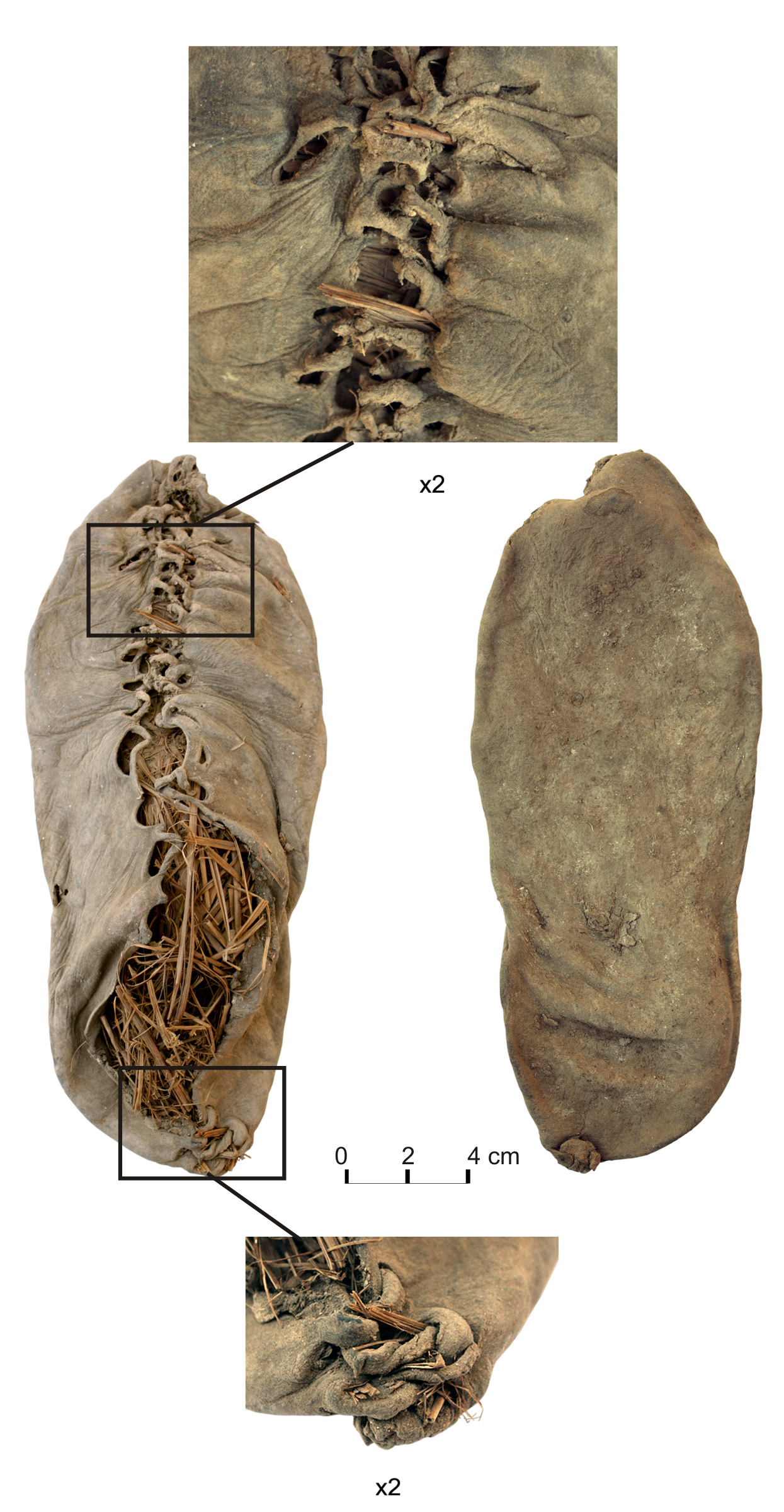
Papucul din Areni 1

Cea mai veche piesa de încălțăminte a fost descoperită în Oregon, SUA și are o vechime de aproximativ 10. 000 de ani și este o sanda realizată din fibrele copacului Artemisia tridentata. În anul 2008 în situl arheologic Areni 1 din Armenia a fost găsit cea mai veche piesă de încălțăminte realizată din piele, cusută în formă de opincă. Este bine păstrată și are o vechime de 5500 ani. Acest obiect de încălțăminte este cu circa două sute de ani mai vechi ca papucul omului zăpezi Ötzi care a fost găsit în Alpi și care are o vechime de 5300 ani.
Vechii egipteni foloseau ca încălțăminte un fel de papuci realizați din palmier sau scoarță de papirus.
Grecii antici își realizau încălțămintea din plută care era legată de picior cu ajutorul unor șnururi din piele, încălțăminte care se numea kothornos.

## Tipuri de încălțăminte

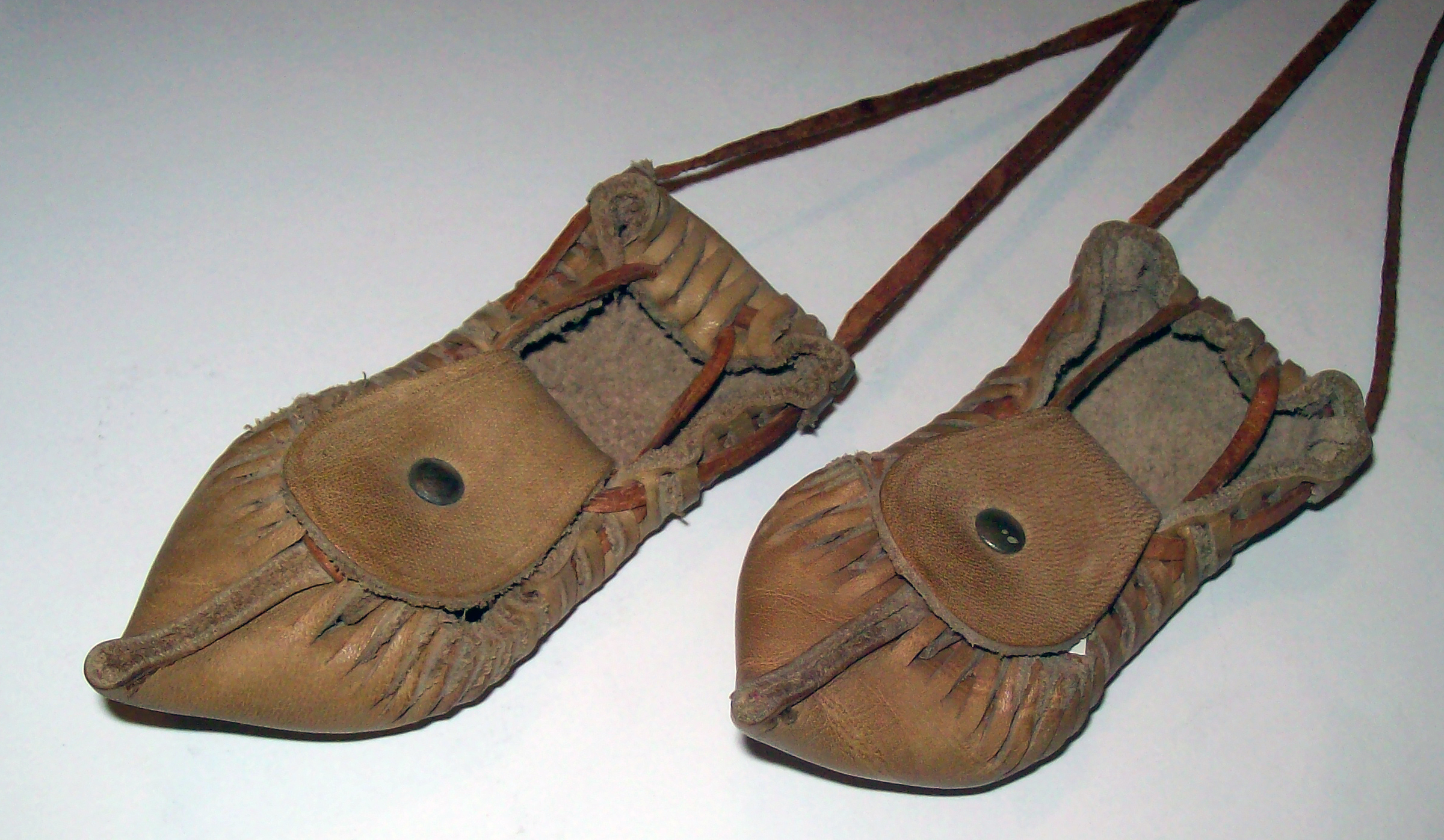
Opinci bulgărești

Există o foarte mare diversitate de încălțări, dar se pot cataloga astfel:
- încălțăminte sport: adidași, teniși, bascheți, espadrile, clăpari etc.
- papuci de casă: târligi, botoși, papuci de cârpă etc.
- pantofi: bărbătești, de damă, cu toc, mocasini, ciocate, botine, pantofi stiletto etc.
- încălțăminte de iarnă: ghete, cizme, pâslari etc.
- încălțăminte de vară: sandale, șlapi, saboți etc.
- încălțăminte tradițională sau din vechime: opinci, ciubote, coturni etc.
- incaltaminte de protectie SB, S1, S2, S3, S4, S5

## Fabricare
În anul 2005 producția mondială de încălțăminte a depășit 3 miliarde de perechi anual, principalele țări producătoare fiind China, India, Brazilia, Mexic, Vietnam, Italia și Spania.
Procesul de fabricare pe comandă al încălțămintei pe comanda implică foarte multă munca, iar designul și cercetarea merg mână în mână pentru a putea crea un produs de calitate și elegant în același timp. Încălțămintea trebuie să respecte anatomia piciorului și să ofere un confort celui care le poartă.
Fazele procesului de fabricare a încălțămintei din piele:
1. Studiul design-ului - stiliștii desenează pe hârtie modelul și apoi sunt reproduse pe un prototip de plastic. Tot stiliștii aleg și tipul de piele care se potrivește cel mai bine modelului respectiv.
2. Dezvoltarea modelului - modelul de plastic este reprodus pe un suport de hârtie groasă pentru a se crea perimetrul final, pentru fiecare bucată de piele care formează încălțămintea.
3. Tăierea materialului (pielii) - tăierea se face cu cuțite speciale pentru o tăiere perfectă a pielii
4. Coaserea părții superioare
5. Aplicarea suporturilor - suporturile sunt adăugate în punctele de stres maxim (la vârf și la calcâi)
6. Așezarea pe calapod - calapodul este un suport realizat din plastic rezistent care reproduce forma piciorului. Aici se montează partea de sus a încălțămintei și totodata se adaugă și talpa insole.
7. Asamblarea - partea de sus a încălțămintei se supune unei tensiuni cu talpa insole pornind de la vârf către călcâi.
8. Aplicarea tălpii sole și a tocului - sub talpa insole se pune talpa outsole și tocul.
9. Curățarea - încălțămintea este finisată și curățată de surplusul de material.
10. Scoaterea calapodului
11. Țintuirea tocului
12. Aplicarea stratului curățător - în interior se pune curățătorul insole care trebuie lipit de outsole. Acest strat este folosit pentru creșterea igienei încălțămintei
13. Finalizarea
14. Controlul de calitate

## Mărimi
Există patru tipuri de numerotare principale:
- Numerotarea europeană
- numerotarea engleză
- numerotarea americană
- numerotarea metrică

## În România
În anul 2005, în România au fost produse peste 32 milioane perechi de încălțăminte, în industria de profil activând circa 90.800 salariați.
Tot în anul 2005, exporturile au avut o valoare de 1,4 miliarde euro iar importurile o valoare de peste 1,1 miliarde euro.
Cea mai mare  parte a producției românești de încălțăminte era realizată în regim de contracte lohn și se exporta integral în Italia, Spania, Portugalia, Germania, Franța.
Din totalul producției autohtone, peste 95% era exportată.
Principalii producători sunt societățile de tradiție din domeniu, precum Banatim, Antilopa, Ardeleana, Pim, Tino, Medimpact,
iar principalii producători străini sunt Rieker, Ara Shoes, Rekord și Bihore.
În anul 2008, consumul anual de încălțăminte în România era de până la 60 de milioane de perechi pantofi, dintre care doar maxim 5 milioane de perechi proveneau de la producătorii autohtoni.
În anul 2013, România a produs peste 50 de milioane de perechi de pantofi și a exportat încălțăminte și alte produse din piele în valoare de 2 miliarde de euro, iar 40% din sumă au provenit din exporturile de branduri originale românești.
Tot în 2013, România se afla pe poziția a 14-a în topul celor mai importanți exportatori de încălțăminte.
În anul 2014, salariile din industrie nu depășeau de cele mai multe ori 1.000 de lei net.